# Laguna Woods
Laguna Woods je město v okrese Orange County ve státě Kalifornie ve Spojených státech amerických.
K roku 2010 zde žilo 16 192 obyvatel. S celkovou rozlohou 8,07 km² byla hustota zalidnění přibližně 2 000 obyvatel na km².